# 살인에 관한 고백
《살인에 관한 고백》는 2003년 3월 28일에 MBC에서 방영한 베스트극장이다.

## 줄거리
유명 영화감독 현철의 살인사건이 TV 뉴스를 통해 보도된다. 이 소식을 접한 춘호와 경주 부부 사이에는 어색한 침묵이 흐른다. 두 사람은 불안한 직감과 함께 서로에 대한 무언의 추리를 하기 시작한다. 죽은 현철은 춘호와는 대학 동창 사이이고, 경주와는 애인 사이. 세 사람 사이에는 덮어둘 수밖에 없는 껄끄러운 과거가 흐르고 있다.

## 등장 인물

### 주요 인물
- 윤영준 : 양춘호 역
- 홍충민 : 경주 역
- 이병욱 : 장현철 역

### 그 외 인물
- 최용민 : 살인 사건 담당 형사 역
- 박도유[1] : 이은석 역 - 현철의 제자
- 전익령 : 영미 역 - 은석의 아내, 현철의 내연녀
- 이경원
- 최화영
- 정지순
- 강지환[2]
- 정현아 (아나운서)